# Almudena Muñoz
Pour les articles homonymes, voir Muñoz.
Almudena Muñoz Martínez, née le 4 novembre 1968 à Valence, est une ancienne judokate espagnole. Elle remporta la médaille d'or lors des Jeux olympiques de 1992 à Barcelone dans la catégorie des -52 kg. À domicile et pour la première apparition du judo féminin au programme olympique, l'Espagnole a battu en finale la Japonaise Noriko Mizoguchi. Elle remporte le titre européen l'année suivante à Athènes mais échoue en finale des mondiaux face à la Cubaine Legna Verdecia. Elle participe à ses seconds J.O. à Atlanta en 1996 mais échoue au pied du podium dans la catégorie des poids mi-léger (-52 kg). Elle met un terme à sa carrière après une ultime médaille aux Jeux Méditerranéens organisés à Bari en 1997. 

## Palmarès

### Jeux olympiques
- Jeux olympiques 1992 à Barcelone (Espagne) :
  -  Médaille d'or dans la catégorie des poids mi-léger (-52 kg).
- Jeux olympiques 1996 à Atlanta (États-Unis) :
  - 5e dans la catégorie des poids mi-léger (-52 kg).

### Championnats du monde
| Chpts du monde          | 1991 | 1993 | 1995 |
| ----------------------- | ---- | ---- | ---- |
| poids mi-léger (-52 kg) | 7e   | 2e   | 5e   |

### Championnats d'Europe
| Chpts d'Europe          | 1993 | 1995 | 1996 | 1997 |
| ----------------------- | ---- | ---- | ---- | ---- |
| poids mi-léger (-52 kg) | 1er  | 5e   | 5e   | 5e   |

### Autres
- 2 victoires au Tournoi de Paris en 1991 et 1995.
- Médaille de bronze aux Jeux Méditerranéens 1997.